# نبرد تیمز
نبرد تیمز (انگلیسی: Battle of the Thames) همچنین شناخته شده با نام نبرد موراویان‌تاون، یک پیروزی برای ایالات متحده در جنگ ۱۸۱۲ علیه بریتانیا و اتحادیه تکامسه بود، این نبرد در ۵ اکتبر ۱۸۱۳ و در منطقهٔ کانادای علیا (بالا) درگرفت، در نزدیکی چاتهام-کنت، انتاریو
نیروهای بریتانیایی تحت فرماندهی سرلشکر هنری پراکتر، دیترویت را اشغال کرده بودند، نیروی دریایی ایالات متحده دریاچهٔ ایری را تحت کنترل خود درآورد که این امر باعث محروم شدن نیروی بریتانیا از بابت دسترسی به منابع حیاتی بود، پراکتر مجبور به عقب‌نشینی تا شمال رودخانه تیمز (اونتاریو) و موراویان‌تاون گردید

## نگارخانه

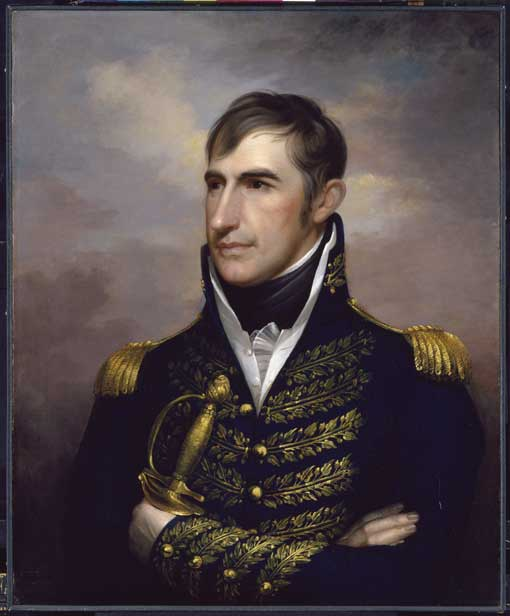
ویلیام هریسون
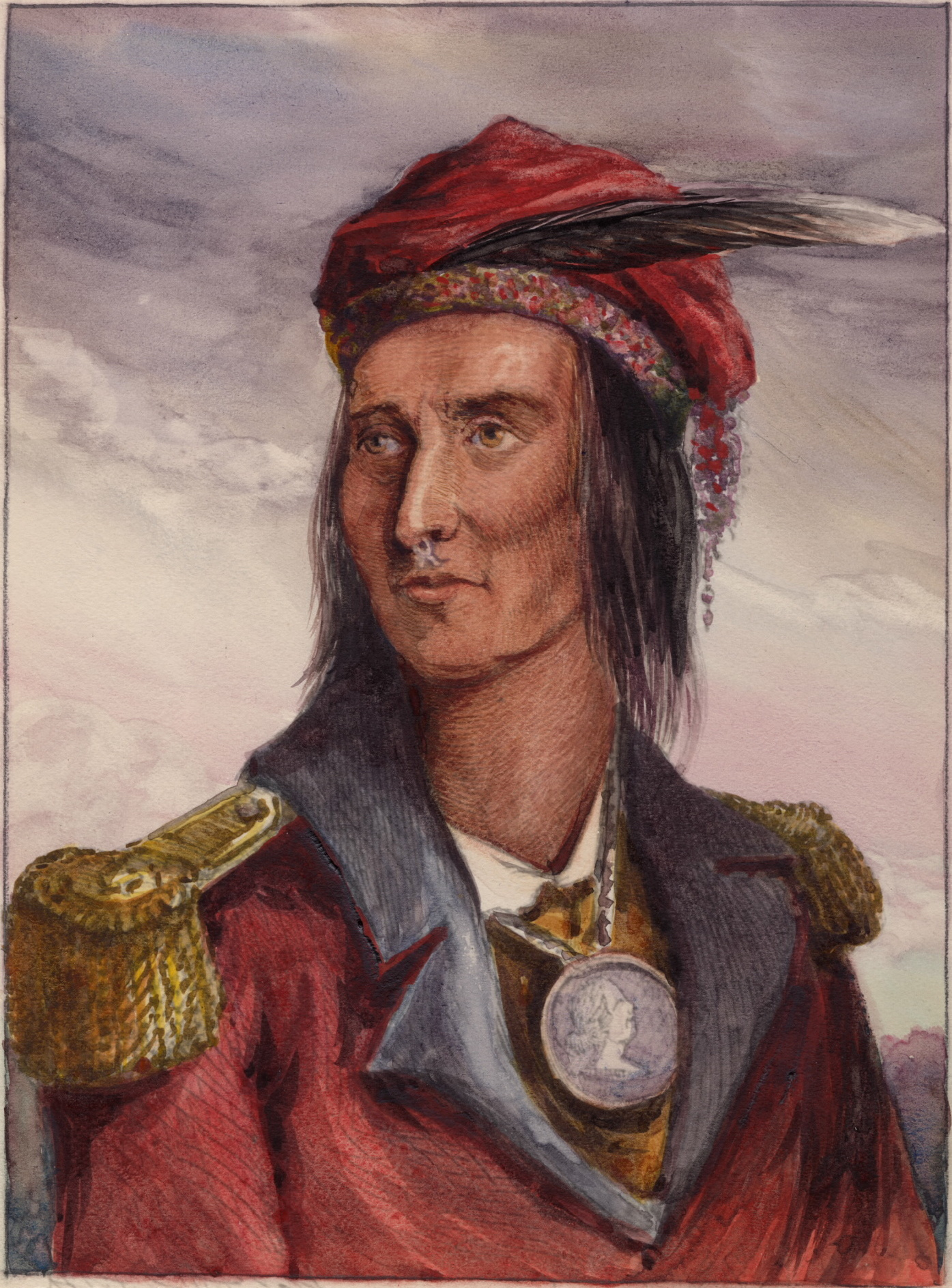
تکامسه
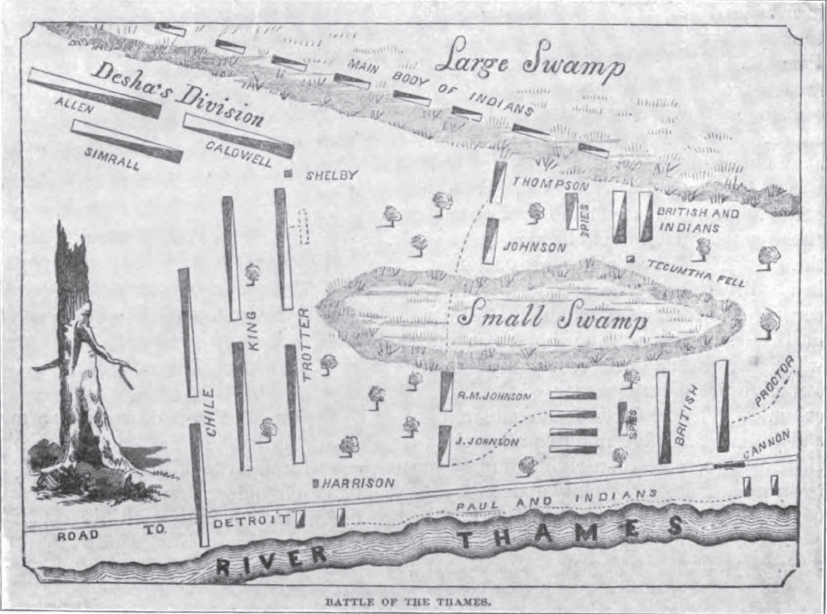
دیاگرام از بنت اچ یانگ، نمایانگر موقعیت وضعیت نیروها در نبرد تیمز